# Hoste, Galanta
Hoste este o comună slovacă, aflată în districtul Galanta din regiunea Trnava. Localitatea se află la altitudinea de 125 m deasupra n.m., se întinde pe o suprafață de 4,48 km2 și în 2017 număra 460 de locuitori.

## Istoric
Localitatea Hoste este atestată documentar din 1231.

## Demografie
| An:                | 1994 | 2004   | 2014   | 2024    |
| ------------------ | ---- | ------ | ------ | ------- |
| Număr de persoane: | 496  | 504    | 486    | 431     |
| Diferență:         |      | +1,61% | −3,57% | −11,31% |

| An:                | 2023 | 2024   |
| ------------------ | ---- | ------ |
| Număr de persoane: | 432  | 431    |
| Diferență:         |      | −0,23% |